# Willy Suchanek
Willy Franz Alexander Suchanek (* 11. November 1905 in Berlin; † 20. Mai 1981 in Nürnberg) war ein deutscher Polizeibeamter und SS-Führer.

## Leben und Wirken
Suchanek trat 1925 in den Polizeidienst ein. Von 1934 bis 1936 war er Persönlicher Adjutant Reinhard Heydrichs im Geheimen Staatspolizeiamt. Am 1. Mai 1937  wurde er Mitglied der NSDAP (Mitgliedsnummer 4.691.083), dann auch Mitglied der SS (SS-Nr. 290.461).
Ab 1936 war Suchanek Polizeiadjutant (Verbindungsoffizier) von RFSSuChd.Dt.Pol.Heinrich Himmler im Hauptamt Ordnungspolizei. In dieser Stellung vertrat er Himmler in seiner Eigenschaft als Chef der Polizei im Reichsministerium des Innern.
Von 1943 bis zum Juli 1944 führte Suchanek das zur Partisanenbekämpfung in Polen eingesetzte SS-Polizeiregiment 25.
Nach dem Krieg wurde er mehrfach als Zeuge (nicht Angeklagter) beim Kriegsverbrecherprozess in Nürnberg befragt, so auch im Verfahren über Heinz Jost.

## Ehe und Familie
Suchanek heiratete am 9. Juni 1931 in Berlin-Neukölln. Die Ehe wurde am 8. Juni 1953 durch ein am 27. Mai 1953 rechtskräftig gewordenes Urteil des Landgerichts München II (3.R.484.53) geschieden.

## Beförderungen
- 1940 Major der Schutzpolizei und dann (angeglichener) SS-Sturmbannführer
- 1943 Oberstleutnant der Schutzpolizei und dann (angeglichener) SS-Obersturmbannführer